# Rödersheim
Rödersheim ist einer von zwei Ortsteilen der Ortsgemeinde Rödersheim-Gronau im Rhein-Pfalz-Kreis in Rheinland-Pfalz. Bis 1969 war er eine selbständige Gemeinde.

## Lage
Rödersheim liegt in der Oberrheinischen Tiefebene im westlichen Teil der Ortsgemeinde und ist baulich mit dem Nachbarort Gronau zusammengewachsen. Durch den Ort fließt der Stechgraben. Vor Ort wuchs das mittlerweile ausgestorbene Übersehene Filzkraut.

## Geschichte
Der Ort wurde im frühen Mittelalter von den Franken gegründet. Die erste derzeit bekannte urkundliche Erwähnung als „Villa Ratherisheim“ („Haus des Rothaar“) findet sich in einer Urkunde Ludwig des Deutschen aus dem Jahr 858 n. Chr. Dort wurde die Villa „der Brüder des Domes (zu Speyer)“ unter anderem zur Lieferung von vier Fudern Wein an den Bischof von Speyer verpflichtet. Die enge Verbindung zum Dom und dem Bistum Speyer blieb fast eintausend Jahre erhalten. Ursprünglich existierte in der Ortsmitte ein Dorfteich, der 1738 zunächst teilweise und im Zuge der Erweiterung der örtlichen Kirche vollständig verfüllt wurde. Bis zur Französischen Revolution gehörte Rödersheim zum Hochstift Speyer und war dort als Herrschaft Rödersheim dem Amt Deidesheim unterstellt.
Von 1798 bis 1814, als die Pfalz Teil der Französischen Republik (bis 1804) und anschließend Teil des Napoleonischen Kaiserreichs war, war Rödersheim in den Kanton Dürkheim eingegliedert und Sitz einer Mairie. 1815 hatte der Ort 646 Einwohner. Im selben Jahr wurde der Ort Österreich zugeschlagen. Anschließend wechselte der Ort in das Königreich Bayern. Von 1818 bis 1862 gehörte er dem Landkommissariat Neustadt an; aus diesem ging das Bezirksamt Neustadt hervor. 1902 wechselte die Gemeinde in das neu geschaffene Bezirksamt Dürkheim, ehe dieses 1931 wieder in sein Neustadter Pendant eingegliedert wurde. Zudem kam es immer wieder zu Überschwemmungen, so beispielsweise während der ersten Hälfte des 20. Jahrhunderts.
1928 hatte Rödersheim 1236 Einwohner, die in 225 Wohngebäuden lebten. Die Katholiken besaßen seinerzeit eine Pfarrei vor Ort, während die Protestanten zu derjenigen von Meckenheim (Pfalz) gehörten. Ab 1939 war der Ort Bestandteil des Landkreises Neustadt. Nach dem Zweiten Weltkrieg wurde Rödersheim innerhalb der französischen Besatzungszone Teil des damals neu gebildeten Landes Rheinland-Pfalz. Im Zuge der ersten rheinland-pfälzischen Verwaltungsreform wurde Rödersheim am 7. Juni 1969 mit der Nachbargemeinde Alsheim-Gronau zur neuen Ortsgemeinde Rödersheim-Gronau zusammengelegt. Gleichzeitig wechselte der Ort in den Landkreis Ludwigshafen am Rhein, der seit 2004 Rhein-Pfalz-Kreis heißt.

## Wirtschaft und Infrastruktur
Rödersheim ist ein Winzerort. Um 1900 war Rödersheim Zentrum der pfälzischen Zigarrenfabrikation, mit rund 850 Zigarrenarbeitern in vier Fabriken und einer Reihe von Kleinbetrieben arbeiteten während der damaligen Zeit über zwanzig Prozent der gesamten Zigarrenarbeiterschaft der Pfalz. In Rödersheim existiert eine Filiale der Kreissparkasse Rhein-Pfalz, die bis 1978 eine solche der Kreissparkasse Grünstadt war. In der örtlichen vom Neustadter Architekten Wilhelm Schulte I. errichteten Pfarrkirche St. Leo befinden sich zwei Seitenaltäre, die ursprünglich in der Anfang des 19. Jahrhunderts abgerissenen Kapuzinerkirche in Mannheim standen. Vor Ort gibt es insgesamt zwölf Objekte, die unter Denkmalschutz stehen. Mit dem TV Rödersheim verfügt der Ort über einen Handballverein, dessen erste Frauenmannschaft in der Saison 2001/02 ein Jahr lang in der Regionalliga Südwest spielte.

## Verkehr
Der Ort ist über die Buslinie 580 des Verkehrsverbundes Rhein-Neckar, die ihn mit Ludwigshafen am Rhein und mit Meckenheim verbindet, an den Nahverkehr angeschlossen.

## Kultur
1987 fand anlässlich eines Vereinsjubiläums vor Ort eine Mundartveranstaltung statt, aus der sich in den Folgejahren der Mundartwettbewerb Dannstadter Höhe entwickelte. Vor Ort befindet sich außerdem das Sozialhistorische Zigarrenfabrikmuseum der Pfalz.

## Persönlichkeiten

### Söhne und Töchter des Ortes
- Richard Reiß (1890–1942), Viehhändler aus München, Opfer des Holocaust, an ihn erinnert in München ein Stolperstein
- Nikolaus Hofen (* 1938), Pädagoge und Dichter

### Personen, die vor Ort gewirkt haben
- Dieter Kitzmann (* 1964), Fußballspieler, spielte in seiner Jugend bei der SpVgg Rödersheim